# La Playa, Colima
La Playa är en ort i Mexiko.   Den ligger i kommunen Minatitlán och delstaten Colima, i den södra delen av landet, 500 km väster om huvudstaden Mexico City. La Playa ligger 557 meter över havet och antalet invånare är 118.
Terrängen runt La Playa är varierad. Runt La Playa är det ganska tätbefolkat, med 60 invånare per kvadratkilometer. Närmaste större samhälle är Minatitlán, 7,1 km nordost om La Playa. I omgivningarna runt La Playa växer huvudsakligen savannskog.